# Janusz Wierzbicki (ekonomista)

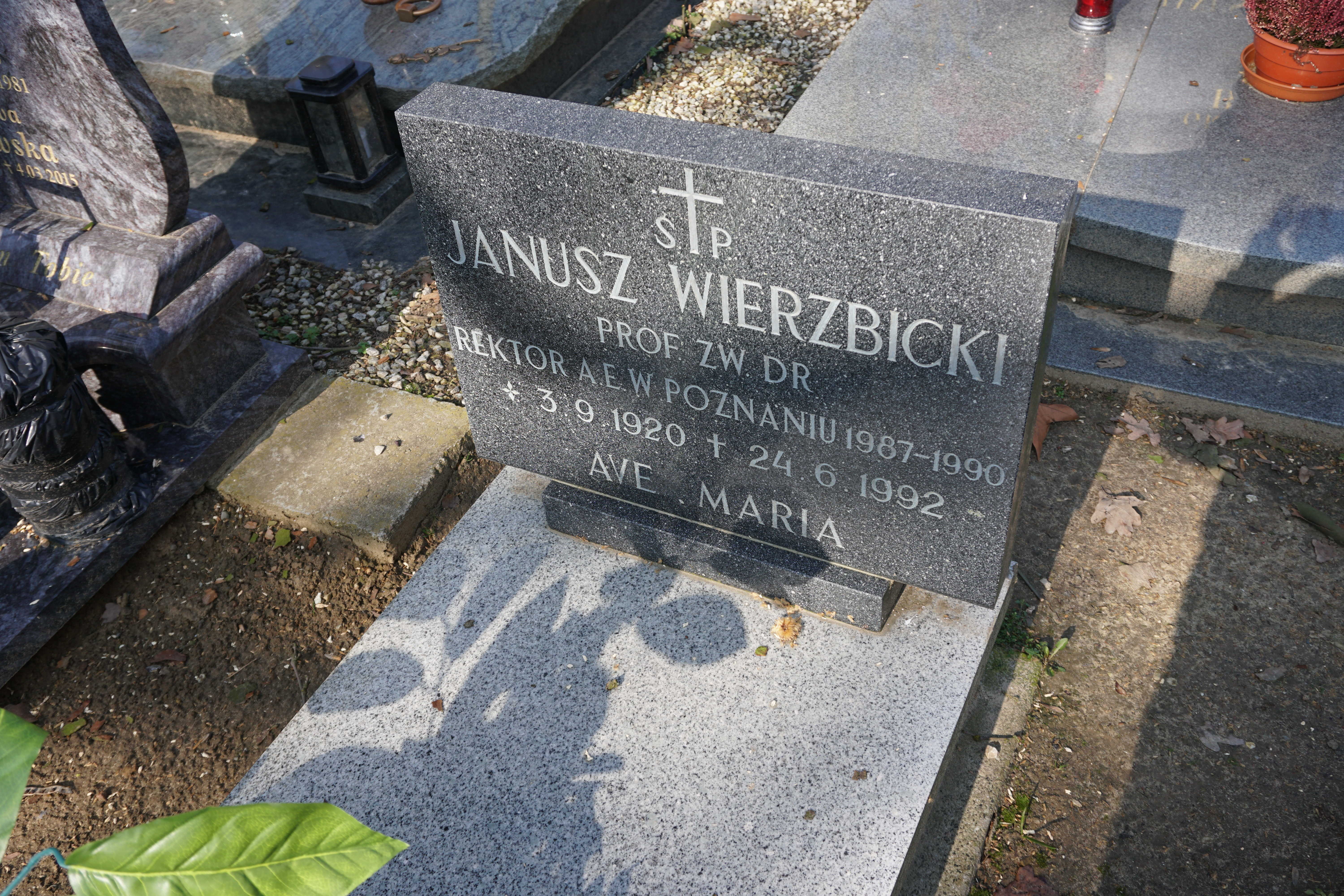
Grób prof. Janusza Wierzbickiego na cmentarzu Górczyńskim

Janusz Wierzbicki (ur. 3 września 1920 w Poznaniu, zm. 24 czerwca 1992) – polski ekonomista,  profesor nauk ekonomicznych, specjalista z zakresu finansów i pieniądza. 

## Życiorys
Rektor Akademii Ekonomicznej w Poznaniu w latach 1987–1990.  W latach 1951–1987 był kierownikiem Katedry Finansów i Kredytu, Instytutu Finansów i Rachunkowości oraz Instytutu Finansów Wyższej Szkoły Ekonomicznej w Poznaniu. Był też prodziekanem i dziekanem Wydziału Finansów (1951–1954) oraz Wydziału Handlowo-Towaroznawczego (1956–1957). Praca o tytule O istocie oszczędności i oszczędnościach w Polsce została przyjęta jako praca doktorska na Uniwersytecie Poznańskim 
w 1949. Był bratem profesora Zbigniewa Wierzbickiego. Pochowany na cmentarzu Górczyńskim w Poznaniu (kwatera IPc-14-17).